# Consórcio Interestadual de Desenvolvimento do Brasil Central
O Consórcio Interestadual de Desenvolvimento do Brasil Central (BrC), mais conhecido como Consórcio Brasil Central, é uma autarquia pública composta pelo Distrito Federal, Goiás, Maranhão, Mato Grosso, Mato Grosso do Sul, Rondônia e Tocantins. O foco do Consórcio é promover o desenvolvimento econômico e social por meio de planejamento estratégico de ações continuadas em diferentes frentes. 
Foi criado em 3 de julho de 2015, durante o Fórum dos Governadores do Brasil Central. Na ocasião, os chefes de estados de Goiás, Mato Grosso, Mato Grosso do Sul, Tocantins e Distrito Federal decidiram se unir para elaborar e executar de forma conjunta projetos direcionados à promoção do desenvolvimento sustentável e econômico com o objetivo de tornar a região ainda mais competitiva. Em 6 e 7 de agosto de 2015 foi aprovada a entrada do estado de Rondônia. Em 17 de julho de 2017 o estado do Maranhão passou a fazer parte do bloco.  
A região formada pelas 7 Unidades Federativas - com objetivos e características geográficas, estruturais ou econômicas parecidas - abrange 2,5 milhões de km², é localizada bem no centro do Brasil, possuiu 875 municípios e 26,2 milhões de pessoas. A proposta do Consórcio é unir esforços com o objetivo de promover o ganho de competitividade por meio da cooperação técnica efetiva entre os membros do bloco para a formulação de políticas regionais, projetos, parcerias, captação de recursos e soluções de problemas de forma conjunta.   

## Áreas de Negócios
- Desenvolvimento Econômico: Fortalecer o mercado interno e ampliar a integração do Brasil Central ao mercado internacional, a partir da excelência e inovação nas cadeias produtivas ligadas às vocações econômicas da região. A expansão do mercado gera escala, permite a diversificação das atividades, engrossa os elos produtivos e gera novas opções econômicas para a região. Investimentos em pesquisas voltadas para vocações produtivas e orientação técnica adequada contribuem para promover o desenvolvimento ambientalmente responsável no sistema econômico da região do BRC.

- Infraestrutura e Logística: Uma rede de transporte intermodal eficaz é essencial para a competitividade da região. Eixos logísticos eficientes permitem a entrega de insumos de produção e distribuição de produtos ao mercado com segurança e nos momentos adequados, ampliando a competitividade.  Além disso, a segurança energética e a estrutura adequada de transmissão de dados de alta velocidade (banda larga), livres de flutuações e interrupções e a custos competitivos são insumos essenciais para os processos e produção organizacional.
- Ambiente Institucional: A estabilidade das regras e um ambiente próspero incentivam empreendedores e investidores, o que é essencial para o crescimento da região. Abertura e incentivos à inovação, disponibilidade de centros de tecnologia e inovação focados em vocações regionais e uma rede de Parques Tecnológicos contribuem para aumentar a atratividade da região. São elementos adicionais que favorecem a simplificação dos negócios e a redução de procedimentos burocráticos, como licenciamento ambiental, regularização fundiária, gestão adequada e regulamentada dos recursos hídricos e cumprimento de normas fitossanitárias que possibilitam a expansão das exportações.
- Articulação Institucional: Construir alianças e acordos comerciais com entidades públicas e empresas privadas, no país e no exterior, contribuem para tornar a região do Brasil Central um destino atrativo na América do Sul. Articular nas esferas nacional e subnacional para aumentar a disponibilidade de créditos de longo prazo para investimentos (provenientes de fundos constitucionais e intermediados pelo sistema financeiro) é fundamental, embora insuficiente para acelerar o ritmo de crescimento da região. A prospecção e o estabelecimento de parcerias com o Setor Privado são essenciais para viabilizar volumes de recursos e capacidades técnicas que apoiem a execução de projetos de desenvolvimento a longo prazo. A coordenação para harmonizar políticas e articular ações aumenta a atratividade da Central do Brasil para captação de recursos e investimentos.
- Gestão Pública: A eficiência do Estado é um requisito essencial para aumentar a competitividade da região do BRC. É a função primordial dos governos gerir adequadamente os orçamentos e gastos públicos, garantindo capacidade de formular e executar projetos essenciais em parceria com o setor privado, atraindo investimentos em áreas estratégicas para o desenvolvimento integrado da região. Uma gestão pública profissional e orientada a resultados gera referências nas ações dos estados e reforça a visibilidade positiva para a região.

## Indicadores Mobilizadores
- Crescimento da participação da região no produto interno bruto do Brasil;
- Projeção de crescimento das exportações (em valores);
- Melhoria da qualidade da educação (Índice de Desenvolvimento da Educação Básica);
- Redução do nível de pobreza

## Áreas de atuação
Focado no desenvolvimento econômico e social da região, o BrC tem como finalidade: 
- Na área da agropecuária: desenvolvimento de políticas para a ampliação da produtividade da pequena e média propriedade;
- Na área da infraestrutura e logística: construção de projetos de integração para a região e inserções nacional e global, além da definição de ações que possam fomentar as atividades correlatas;
- Na área da industrialização: elaboração de políticas que proporcionem a ampliação da produção industrial e promovam a competitividade dos entes federativos associados;
- Na área da educação: aprimoramento do ensino básico e profissionalizante
- Na área do empreendedorismo: Fomento ao empreendedorismo e de medidas que possibilitem a ampliação da competitividade e o acesso a crédito para o aprimoramento de tecnologias que possam atender às exigências do mercado nacional e internacional;
- Na área da inovação: Fortalecimento do sistema de ciência e tecnologia, dos serviços avançados e das ações de fomento ao ecossistema tais como parques tecnológicos, incubadoras, aceleradoras, startups;
- Na área de meio ambiente: Inserção em redes globais e aprimoramento do licenciamento ambiental; desenvolvimento de instrumentos de planejamento e gestão ambiental em apoio ao desenvolvimento sustentável da região do Brasil Central.

O BrC tem como metas mobilizadoras o crescimento da participação da região no Produto Interno Bruto brasileiro, o aumento na projeção de crescimento das exportações anuais da região, a melhoria na qualidade de educação e a redução do nível de pobreza.

## Estrutura Organizacional
O BrC é formado por 3 órgãos principais:
- Assembleia Geral: Formada pelos (as) Governadores (as) de cada ente consorciado, os membros tem com principais atribuições determinar as diretrizes do Consórcio e prioridades dos projetos a serem executados, além de deliberar sobre ingresso ou exclusão de membros.

- Conselho de Administração: A principal atribuição dessa instância é monitorar e avaliar a execução dos programas, projetos, planos de serviços e aprovar orçamento. O Conselho tem como membros efetivos secretários(as) de estado de cada Unidade Federativa consorciada indicados (as) pelos (as) Governadores (as). Há também os membros suplentes que também são indicados pelos (as) Chefes de Estado.

- Secretaria Executiva: Liderada pelo Secretário-Executivo do BrC, a secretaria tem a responsabilidade de executar os programas e ações juntamente com o Distrito Federal e demais estados consorciados. Também é função da instância dar transparência e divulgar as atividades e os resultados das mesmas a população.

Para a execução dos programas e projetos, por vezes, são criadas Câmaras Técnicas de Assessoramento e Grupos de Trabalho formados por representantes das Unidades Federativas e servidores da Secretaria Executiva. Nesses grupos são estruturados projetos e realizados estudos para garantir a viabilidade das ações. 

## História
Amparados pelo desempenho e o potencial da região, os governadores dos estados de Goiás, Mato Grosso, Mato Grosso do Sul, Tocantins e do Distrito Federal se reuniram no primeiro Fórum de Governadores do Brasil Central, em Goiânia (GO) em 3 de julho de 2015 e decidiram formar um grupo que desenvolvesse ações conjuntas em prol do desenvolvimento da região. 
Durante o 2º Fórum de Governadores, que ocorreu nos dias 6 e 7 de agosto de 2015, em Cuiabá (MT), foi definido que a entidade Brasil Central seria o primeiro consórcio público interestadual do país. Mas, para efetivar a criação do mesmo, os interessados precisavam construir o Protocolo de Intenções, obter aprovação do mesmo nas casas legislativas estaduais e firmar contrato de rateio, a partir dos moldes estabelecidos na Lei n° 11.107, de 6 de abril de 2005. 
Dessa forma, durante as reuniões em Cuiabá (MT), foram definidas diretrizes principais do conteúdo do Protocolo de Intenções. Na ocasião, após aprovação dos governadores, o estado de Rondônia também passou a fazer parte do grupo.
O Protocolo de Intenções foi finalizado e assinado durante o 3º Fórum de Governadores do Brasil Central, em Palmas, em 11 de setembro de 2015. Com a decisão foi dado efetivamente o primeiro passo para a criação do Consórcio Interestadual de Desenvolvimento do Brasil Central (BrC). O protocolo estabeleceu que Brasília seria a sede da instituição, que o Consórcio seria uma associação pública e integraria a administração indireta de todos os entes associados. 
O Consórcio foi formalizado no 5° Fórum de Governadores, nos dias 10 e 11 de novembro de 2015, em Brasília (DF), após aprovação do Protocolo em todos os estados.   
Na ocasião foi eleito como o primeiro presidente da instituição o então Governador de Goiás. A finalização e assinatura do estatuto do Consórcio também foi realizado durante o quinto encontro dos governadores.  
A entrada do Estado do Maranhão no Consórcio Brasil Central ocorreu durante a realização do Fórum de Governadores realizado em Palmas (TO), nos dias 01 e 02 de junho de 2017. Um dos motivos da entrada do estado no bloco foi potencial estratégico logístico que oferece para a ampliação das exportações da região. 